# Подгорное (Феодосия)
Подго́рное (до 1948 года Джанкой; укр. Підгірне, крымскотат. Podgornoye, Подгорное) — село на юго-востоке Крыма. Входит в городской округ Феодосия Республики Крым (согласно административно-территориальному делению Украины — Феодосийский горсовет Автономной Республики Крым, в составе Насыпновского сельсовета).

## Население
| 2001 | 2014 |
| ---- | ---- |
| 318  | ↘276 |

### Динамика численности
- 1989 год — 433 чел.[9]
- 2001 год — 318 чел.
- 2009 год — 316 чел.[10]
- 2014 год — 276 чел.[11]

Всеукраинская перепись 2001 года показала следующее распределение по носителям языка
| Язык             | Процент |
| ---------------- | ------- |
| русский          | 56,6    |
| крымскотатарский | 30,19   |
| украинский       | 12,26   |

## Современное состояние
На 2018 год в Подгорном числится 5 улиц; на 2009 год, по данным сельсовета, село занимало площадь 19 гектаров на которой, в 102 дворах, проживало 316 человек. В селе действуют сельский клуб и библиотека, фельдшерско-акушерский пункт, Подгорное связано с Феодосией городскими автобусами.

## География
Подгорное расположено примерно в 15 километрах (по шоссе) от Феодосии, на западных склонах хребта Тепе-Оба — крайнего северо-восточного отрога Главной гряды Крымских гор. Ближайший населённый пункт — село Южное, высота центра села над уровнем моря 143 м. Транспортное сообщение осуществляется по региональным автодорогам 35К-005 Алушта — Судак — Феодосия и 35Н-596 Подгорное — Южное (по украинской классификации — P-29 и О-0-11514).

## История

Мечеть в селе Джанкой (Подгорном). XVIII век. Фото 1926 года. Государственный научно-исследовательский музей архитектуры имени А. В. Щусева

Село образовано на месте некоего Султан сарая, развалины которого обозначены на картах 1836 и 1842 года, а на трёхверстовой карте 1865—1876 года на этом месте — одинокая мечеть. На сайте «Города и села Украины» содержится утверждение, что село возникло в середине XVIII века — вероятно, некий населённый пункт существовал.
Первое поселение на месте Подгорного обозначено на верстовке Крыма 1893 года — хутора́, без указания числа дворов. Впервые название, как греческий посёлок Джанкой, «жители которого занимаются обработкой табака», встречается в путеводителе Москвича 1911 года. Упоминается «небольшой посёлок Джанкой с развалинами старинной мечети» в путеводителе «Крым» 1929 года, отмечен на карте Крыма 1936 года.

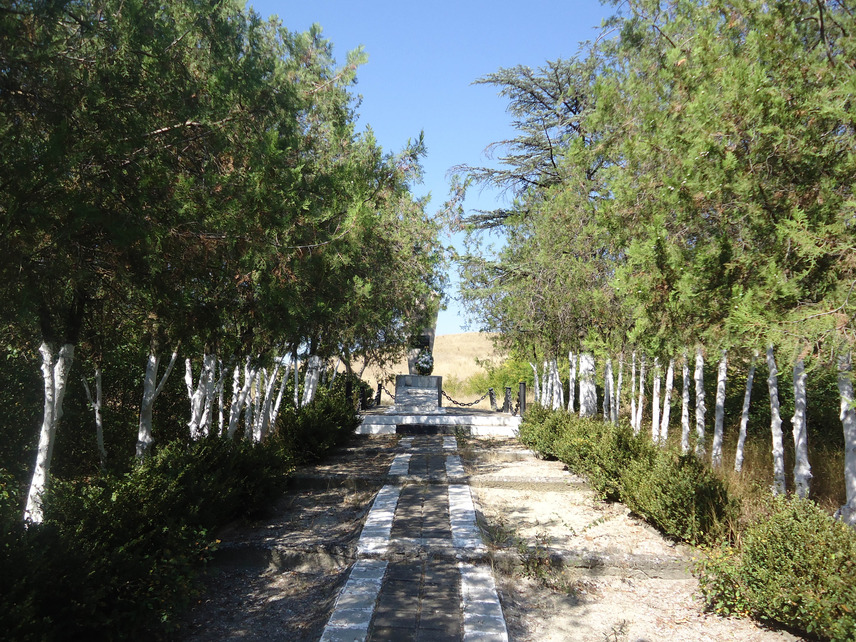
Братская могила десантников

В годы Великой Отечественной войны при проведении феодосийского десанта в январе 1942 года в районе села погибли 17 десантников, захороненных в братской могиле за северной околицей. Сейчас на этом месте небольшой сквер, в котором в 1975 году был установлен памятник павшим. Пока установлена только 1 фамилия — рядового А. А. Аллавердяна.
После освобождения Крыма от фашистов, 12 августа 1944 года было принято постановление № ГОКО-6372с «О переселении колхозников в районы Крыма» и в сентябре того же года в село приехали первые переселенцы, 428 семей, из Тамбовской области, а в начале 1950-х годов последовала вторая волна переселенцев. С 1954 года местами наиболее массового набора населения стали различные области Украины. Указом Президиума Верховного Совета РСФСР от 18 мая 1948 года, Джанкой, Кировского района, переименовали в Подгорное. Время включения в состав Феодосийского горсовета пока не установлено: на 15 июня 1960 года село уже в составе Насыпновского сельсовета Феодосии. Указом Президиума Верховного Совета УССР «Об укрупнении сельских районов Крымской области», от 30 декабря 1962 года Феодосийский горсовет был упразднён и село присоединили к Алуштинскому району. 1 января 1965 года, указом Президиума ВС УССР «О внесении изменений в административное районирование УССР — по Крымской области», вновь включили в состав Феодосийского горсовета. По данным переписи 1989 года в селе проживало 433 человека. С 12 февраля 1991 года село в восстановленной Крымской АССР, 26 февраля 1992 года переименованной в Автономную Республику Крым. С 21 марта 2014 года в составе Крыма аннексировано Россией, с 5 июня 2014 года — в Городском округе Феодосия.